# Derrick Graham
Derrick Graham, född 18 mars 1967 i Groveland i Florida, är en amerikansk utövare av amerikansk fotboll (offensive tackle), som spelade i NFL på 1990-talet. Innan dess spelade han collegefotboll för Appalachian State University. Han spelade för Kansas City Chiefs 1990–1994. Därefter blev det en säsong i Carolina Panthers, två säsonger i Seattle Seahawks och slutligen en säsong i Oakland Raiders. Graham draftades 1990 i femte omgången av Kansas City Chiefs.